# Diocèse de Dacie
Le diocèse de Dacie (Dioecesis Daciae, 337-602) était un diocèse de l'ancien Empire romain, qui correspond à l'actuelle partie ouest de la Bulgarie, au centre de la Serbie, au Monténégro, au nord de l'Albanie et au nord de la Macédoine du Nord.
Il était subordonné à la préfecture du prétoire d'Illyrie. Sa capitale était Sardica (actuelle Sofia).

## Histoire

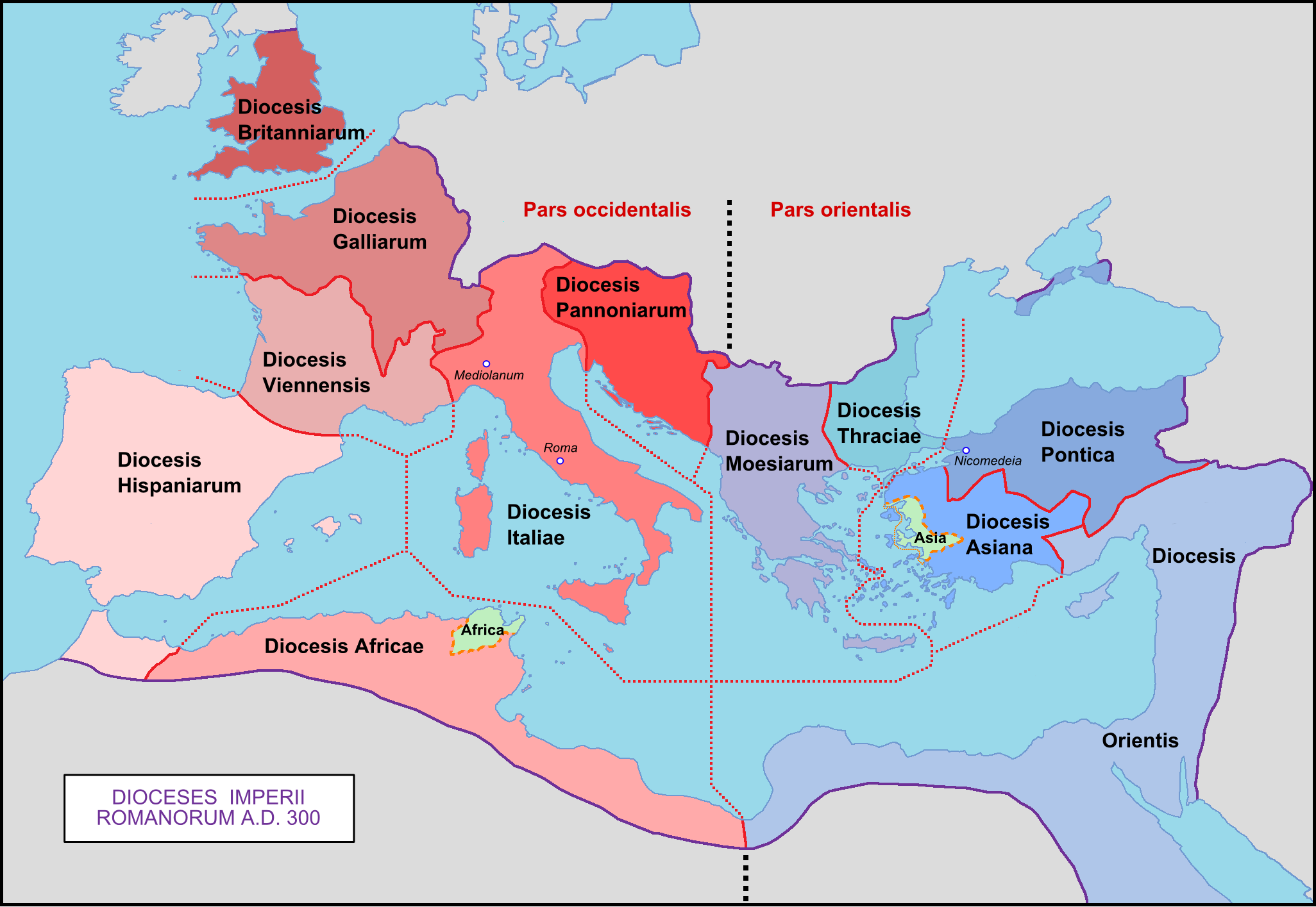
Les diocèses de l'Empire romain en 300 après Jésus-Christ.

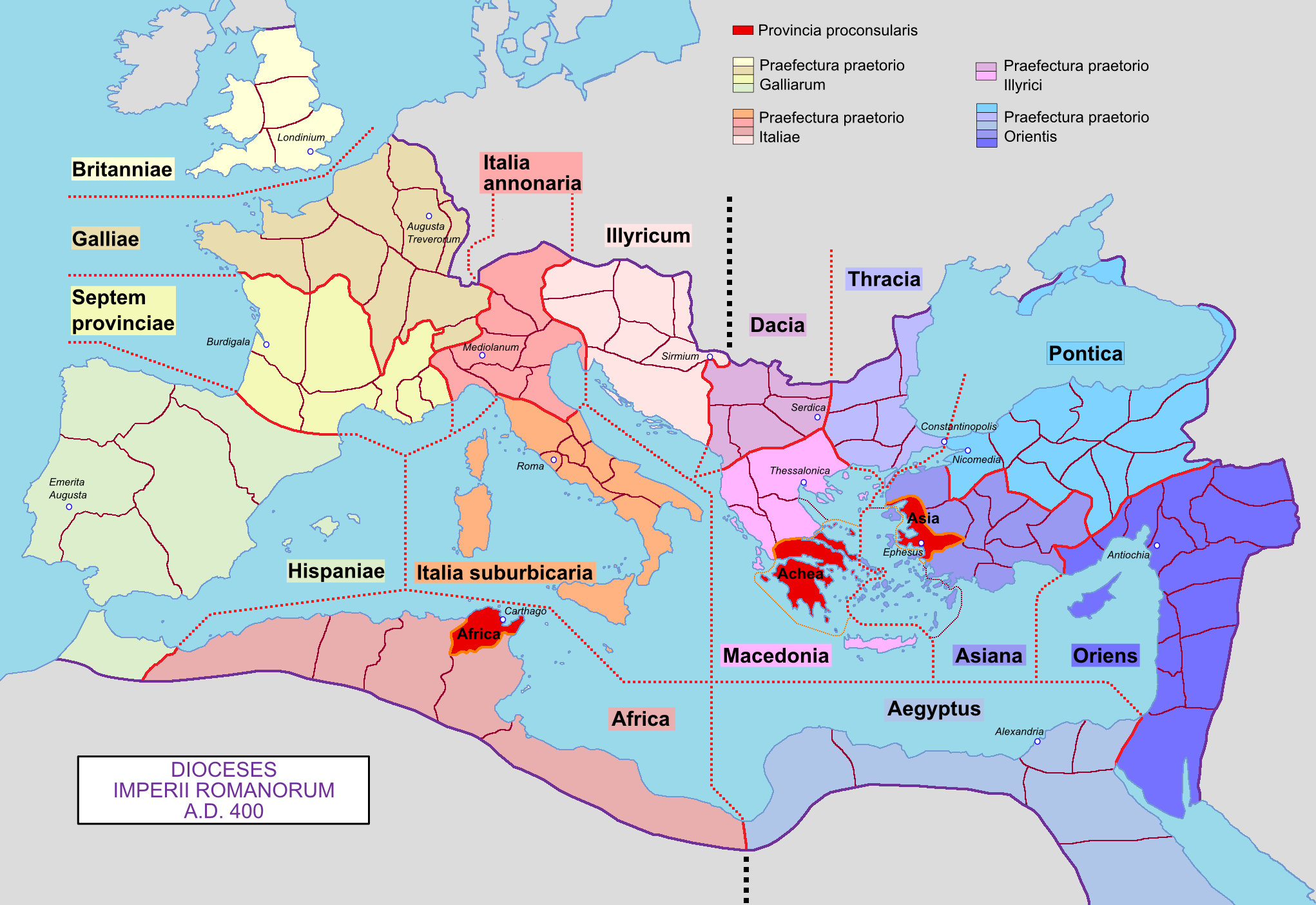
Les diocèses de l'Empire romain en 400 après Jésus-Christ.

Carte du Nord des Balkans au VIe siècle, incluant les diocèses de Dacie et ses provinces.

### Origine du nom
L'empereur Aurélien (270 - 275), face à la séparation de la Gaule et de l'Hispanie de l'empire depuis 260, à l'avancée des Sassanides en Asie, et les dévastations que les Carpes et les Goths ont causé en Mésie et en Illyrie, abandonne la province de Dacie créée par Trajan et retire complètement ses troupes, fixant la frontière romaine au Danube. Une nouvelle Dacie aurélienne est formée au Sud du Danube, hors de la Mésie centrale, avec pour capitale Sardica
L'abandon de la Dacie Trajane par les Romains, est mentionnée par Eutrope dans son Abrégé de l'histoire romaine, au livre IX :

« Le ravage de toute l’Illyrie et de la Mésie lui ôtant l’espérance de pouvoir conserver la Dacie que Trajan avait réduite en province de l’empire, au-delà du Danube, il en fit un désert en retirant des villes et des campagnes de cette contrée la colonie romaine, qu’il établit au centre de la Mésie; en sorte que la Dacie se trouve maintenant sur la rive droite du Danube après avoir été précédemment sur la rive gauche. »

— Eutrope, Abrégé de l’histoire romaine

### Création
Durant les réformes administratives de Dioclétien (284 - 305), le diocèse de Mésie est créé, incluant la majeure partie des Balkans et de la péninsule grecque. Par la suite, cependant, probablement sous Constantin Ier (306 - 337), le diocèse est divisé entre le diocèse de Macédoine au Sud et le diocèse de Dacie au Nord.
Le diocèse de Dacie est composé de cinq provinces : 
- Dacia Mediterranea (en) (320c-602c), la partie Sud, à l'intérieur de la Dacie aurélienne
  - capitale Sardica (actuelle Sofia, Bulgarie),
- Dacia Ripensis (en) (283-586), partie danubienne (Nord) de la Dacie aurélienne
  - capitale Ratiaria (actuelle Artchar, Bulgarie),
  - autres : Ulpia Oescus (Gigen, Pleven),
- Moesia Prima (en), partie Nord de la Mésie supérieure (centre de la Serbie)
  - capitale Viminacium, actuelle Kostolac, Serbie), plusieurs fois détruite, Legio VII Claudia,
  - Ville des Scordiques : Singidunum (Belgrade, Serbie), Legio IIII Flavia Felix,
- Dardania, Dardanie, partie Sud de la Mésie supérieure :
  - capitales : Naissus (Naviskos, actuelle Niš, Serbie), Colonia Flavia Ælia Scupi (transférée à Skopje après le séisme de 518), Ulpiana (Justiniana Secunda, Gračanica (Kosovo), Lipljan),
  - Theranda (Prizren, Kosovo), Vicianum (Viziana , Vicenia (en)), Vindenis (Vendenis (en), Podujevo), Velanis, Dardapara (Remesiana, Bela Palanka), Quemedava, Diocletiana, Sintia, Meria, Damastion (en), Municipium Dardanorum (en)...
  - Patrimoine romain au Kosovo (en),
- Praevalitania, Prévalitaine, partie Est de la Dalmatie, Monténégro, Kosovo :
  - capitale Doclea (Illyria) (Titograd, actuelle Podgorica, Monténégro) puis Scodra (Scutari, actuelle Shkodër, Albanie),
  - autres villes : Anderva (Anagastum, Onogošt, Nikšić, Monténégro), Ascruvium (Acruvium, catgtaro, Kotor, Monténégro), Rhizon (Rhisinium, Risunium, Risan (Kotor)), Bouthoè (Budua, Butua, Budva), Siperantum (Peja, Pejë, Peć, Kosovo).

La capitale de ces diocèses est alors Sardica (actuelle Sofia).
Leur administration est dirigée par un vicarius. Selon la Notitia dignitatum (document de la chancellerie impériale du Ve siècle), le vicarius a le grade de vir spectabilis.
Le diocèse est transféré dans la partie Ouest de l'Empire en 384 par Théodose Ier, probablement pour l'impératrice Justine, pour sa reconnaissance de l'usurpation de Magnus Maximus dans l'Empire des Gaules.
Cependant, dès sa mort en 395, il est réintégré à la partie Est, formant, avec le diocèse de Macédoine au Sud, la préfecture du prétoire d'Illyricum.

### Destruction
Le territoire du diocèse est dévasté par les Huns au milieu du Ve siècle et est finalement envahi par les Avars et les Slaves à la fin du VIe siècle et au début du VIIe siècle.